# Макдоел (Калифорнија)
Макдоел (енгл. Macdoel) насељено је место без административног статуса у америчкој савезној држави Калифорнија.

## Демографија
По попису из 2010. године број становника је 133, што је 7 (-5,0%) становника мање него 2000. године.
| Група             | 2000.      | 2010.      |
| Белци             | 36 (25,7%) | 48 (36,1%) |
| Афроамериканци    | 0 (0,0%)   | 0 (0,0%)   |
| Азијати           | 8 (5,7%)   | 0 (0,0%)   |
| Хиспаноамериканци | 89 (63,6%) | 78 (58,6%) |
| Укупно            | 140        | 133        |